# Crofton Park
Crofton Park is een wijk in het Londense bestuurlijke gebied London Borough of Lewisham, in het zuidoosten van de regio Groot-Londen, Engeland.

## Galerij

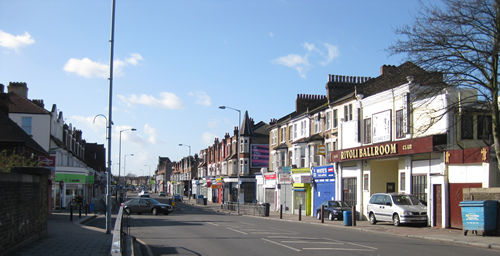
High Street
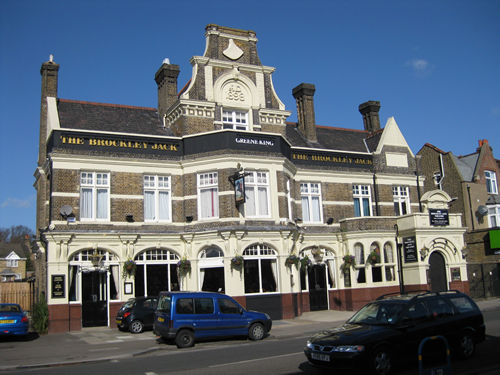
The Brockley Jack pub
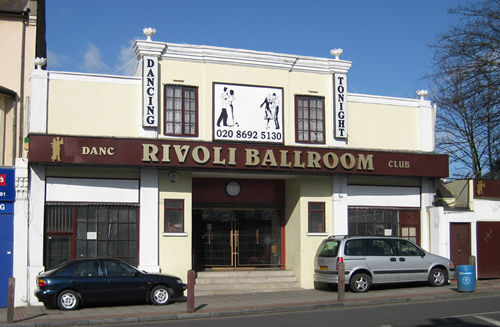
Rivoli Ballroom